# Casa de António Joaquim Novais Coutinho
A casa apalaçada de António Joaquim Novais Coutinho, é um dos exemplares oitocentistas de arquitetura impulsionada pelos emigrantes brasileiros retornados a Fafe. 
O edifício localiza-se em pleno centro da cidade de Fafe e alberga o Club Fafense, que está instalado no mesmo há mais de um século. 

## História
António Joaquim Novais Coutinho viveu entre 1836 e 1888. Era natural de Estorãos (Fafe) e emigrou para o Pará com dezassete anos de idade, em 1853.
A casa foi concluída em 1882. No seu primeiro andar, existe uma distorção devido à sua implantação sobre uma casa preexistente, numa obra não licenciada pela Câmara Municipal, que tinha intenções de alargamento da Rua.
No primeiro andar do edifício funciona o Club Fafense, fundado em 1901 com o objetivo de cimentar relações de benevolência e boa sociedade entre os associados, proporcionando-lhes passatempo honesto e civilizador, por meio de conferências literárias, reuniões, dança, jogos e outras atividades de alta sociedade.

## Arquitetura
O edifício representa uma casa unifamiliar oitocentista, de planta trapezoidal, com um corpo retangular adossado à fachada posterior, com três pisos e uma volumetria vertical.
Na frontaria do lado poente, há um monograma com as iniciais do proprietário e a data de conclusão do edifício.
As fachadas viradas à rua são revestidas com azulejos industriais com um padrão policromo com as cores da bandeira do Brasil - em homenagem à emigração do proprietário - e rasgadas por vãos rematados por cornijas com motivos decorativos de acantos e volutas no piso superior. A maioria dos vãos são de sacada e, no último registo, de sacada contínua a percorrer a fachada principal e laterais. A casa tem um remate em platibanda decorada, com um semicírculo central em forma de rosácea e com urnas nos extremos.
O interior é organizado em torno de uma escadaria central, de madeira, iluminada por uma claraboia ornada com estuque decorado e coruchéu de vidro policromo. O piso térreo tem um vestíbulo de distribuição para espaços usados com espaços comerciais, o segundo piso com salas e salão e o último piso com quartos, destinado inicialmente a uma pensão.